# 何震 (明朝)
何震（约1530年—1604年），字主臣、一字长卿，号雪渔，安徽徽州府婺源縣（今江西婺源）人，明朝篆刻家。徽派创始人。他与文彭情同师友，印坛上并称“文何”。 

## 藝術成就
他精于六书，曾说过：“六书不精义入神，而能驱刀如笔，吾不信也！”周亮工称其印无一讹笔。他主张篆刻应以六书为准，摒弃元末金石界出现的庸俗怪异和杜撰擅改的陋习。他与文彭独树一帜，实现了书法与刀法的一致。“以六书为准则”成为后世篆刻艺术的基本理论之一。
何震的作品古朴典雅，气势宽宏，刀法猛利，具有汉印的雄健风貌。他首创的单刀法刻款，在清代以来最为流行。

## 著作
著作有《续学古编》。他死后，学生程原征集到他的篆刻作品五千余印，嘱其子程朴精选一千余，著成《雪渔印谱》一书，共4卷。

## 篆刻作品舉例

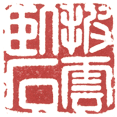
披云卧石
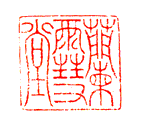
兰雪堂
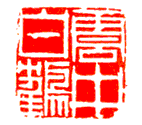
云中白鹤
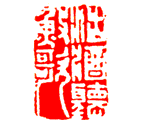
沽酒听渔歌
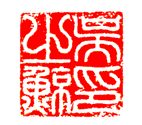
吴之鲸印
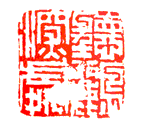
听鹂深处
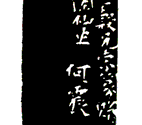
边款